# Biologiska museet, Stockholm
Biologiska museet är ett biologiskt museum beläget på Djurgården i Stockholm som öppnades 1893 och visar skandinaviska däggdjur och fåglar i deras naturliga miljö. 

## Historik
Museet grundades av Gustaf Kolthoff, konservator vid zoologiska institutionen, Uppsala universitet. Till sin hjälp hade han vännen och jaktkamraten, målaren Bruno Liljefors. Museet kom 1970 i Stiftelsen Skansens ägo och har återställts till sitt ursprungliga innehåll avseende de uppvisade djurarterna.
Byggnaden är det enda bevarade panoramat i Norden.

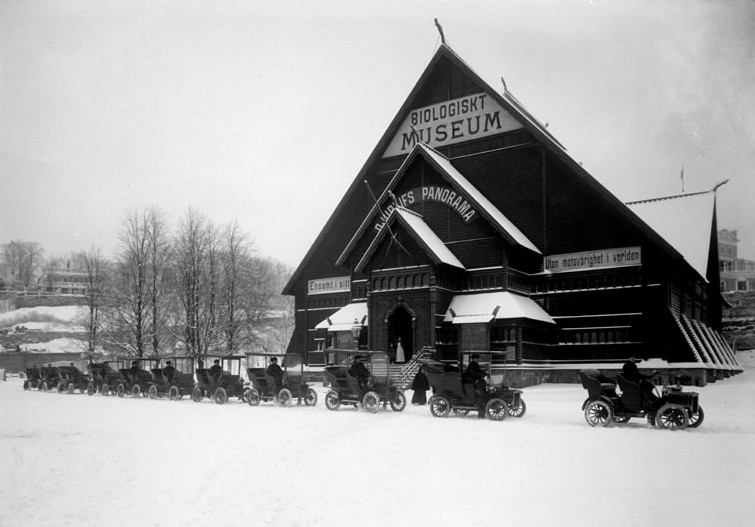
Byggnaden omkring år 1900.

Museet är ett av fyra museer i Norden som fått sin gestaltning genom Gustaf Kolthoff (1845–1913). De andra museerna är Biologiska museet i Åbo (1907), Biologiska museet i Uppsala (1910) och Biologiska museet i Södertälje (1913). Redan 1910 fick Kolthoff dock försvara museet, då många röster gjorde sig hörda att museet var omodernt och antingen borde rivas eller flyttas till en annan plats.
Alla de fyra museerna har gemensamt att de visar dioramor som gestaltar olika naturmiljöer och innehåller mängder av uppstoppade djur.

## Byggnaden
Byggnaden ritades av arkitekten Agi Lindegren, och både fasader och yttertak är klädda med tjärat träspån. Förebilden var norska medeltida stavkyrkor. Portalens vackra träsniderier i relief påminner om Borgunds stavkyrka. Byggnaden bör klassas som nationalromantisk, och invigdes 1893. Museet var en av attraktionerna på Stockholmsutställningen 1897. Fasadens text löd ursprungligen: Ensamt i sitt slag – Djurlifs panorama – Utan motsvarighet i verlden. I utställningshallen finns ingen elektrisk belysning, utan det är endast dagsljuset som faller genom de stora takfönstren och därmed skapar en känsla av naturligt liv.
På fasadväggen finns idag texten: ”Nordens djurvärld, sedd i naturen”.
År 2018 förklarades museet som byggnadsminne av Länsstyrelsen på Gotland.

### Byggnadsdetaljer

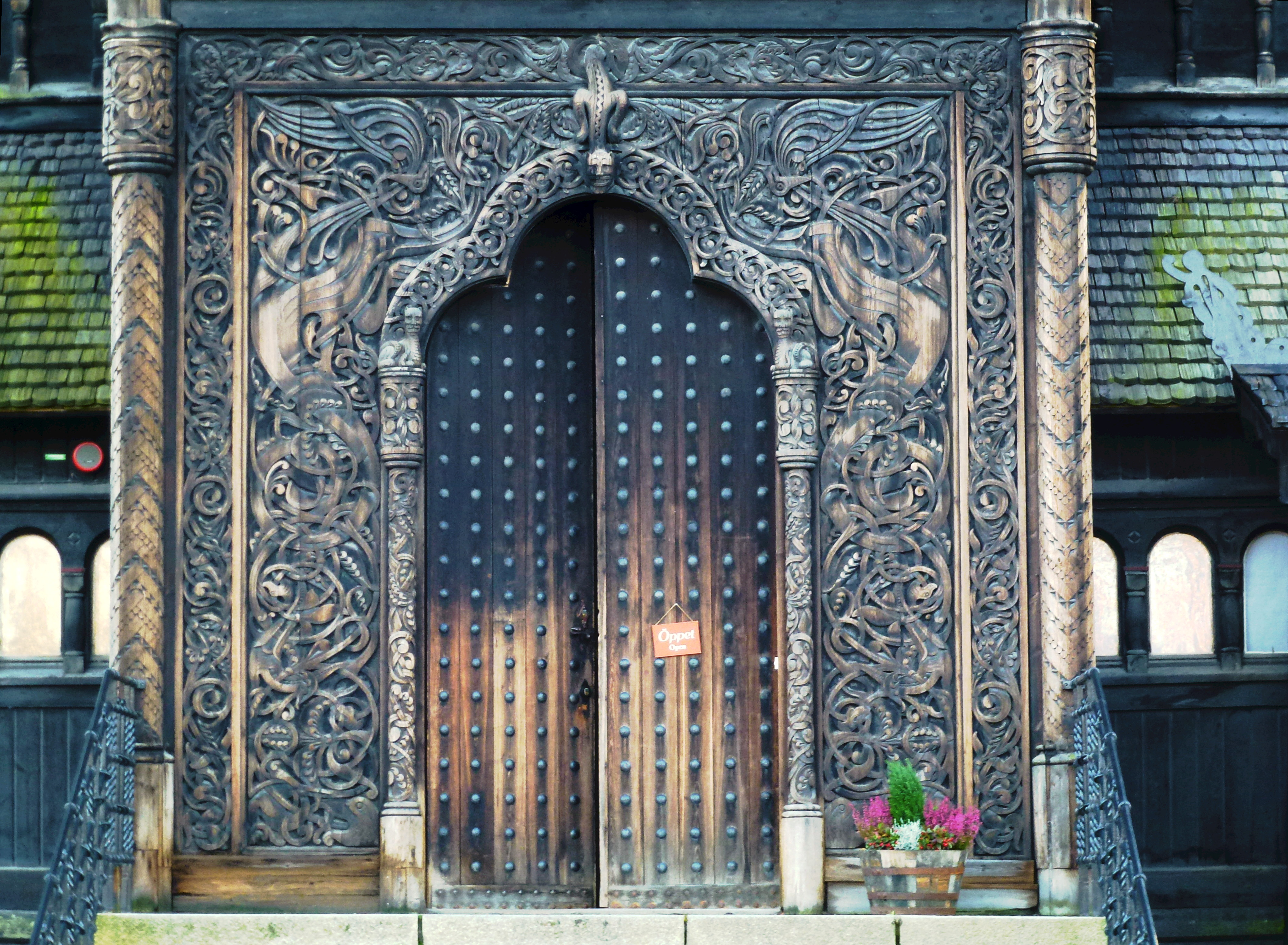
Entréportal
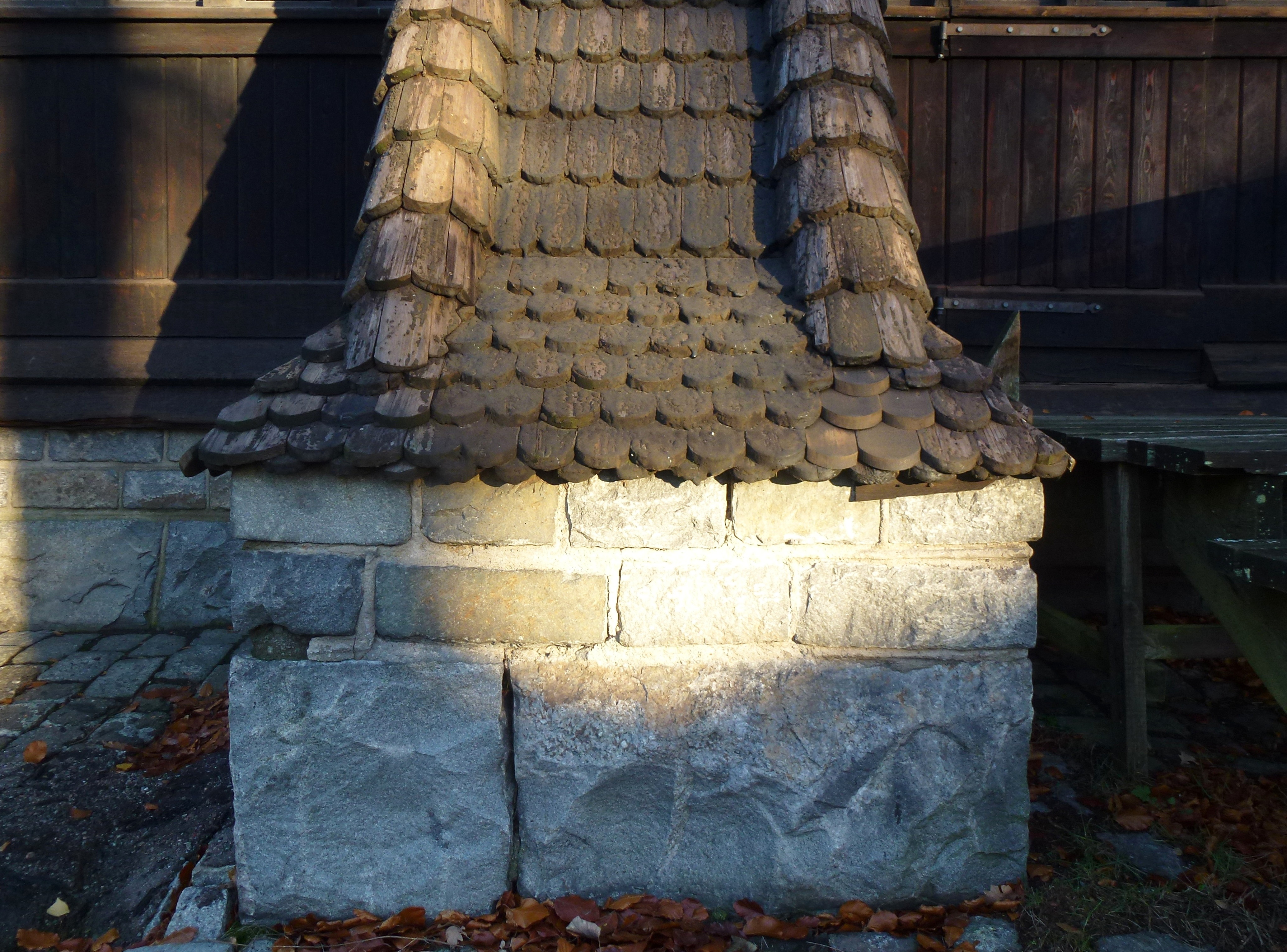
Fundament
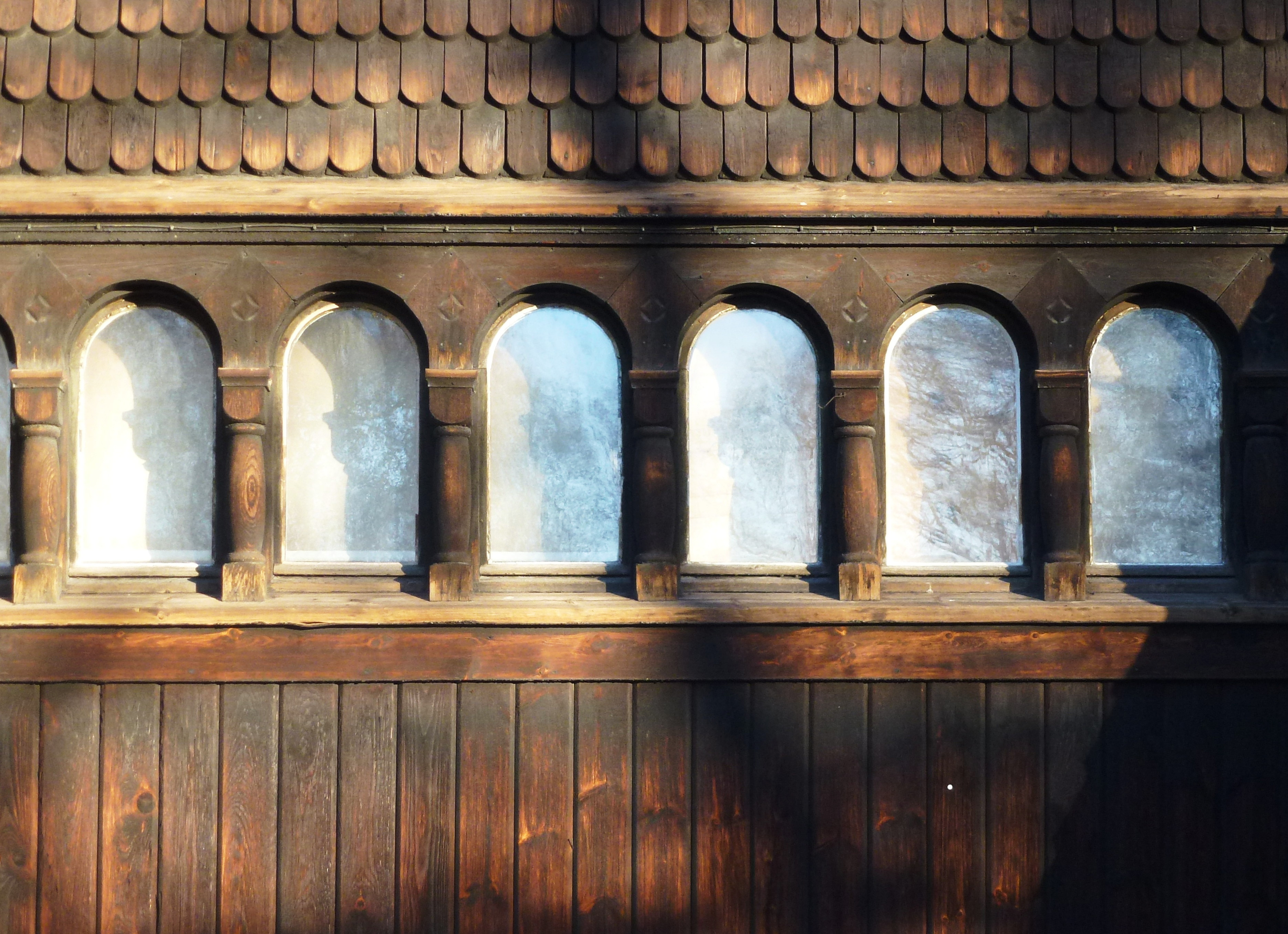
Fasaddetalj
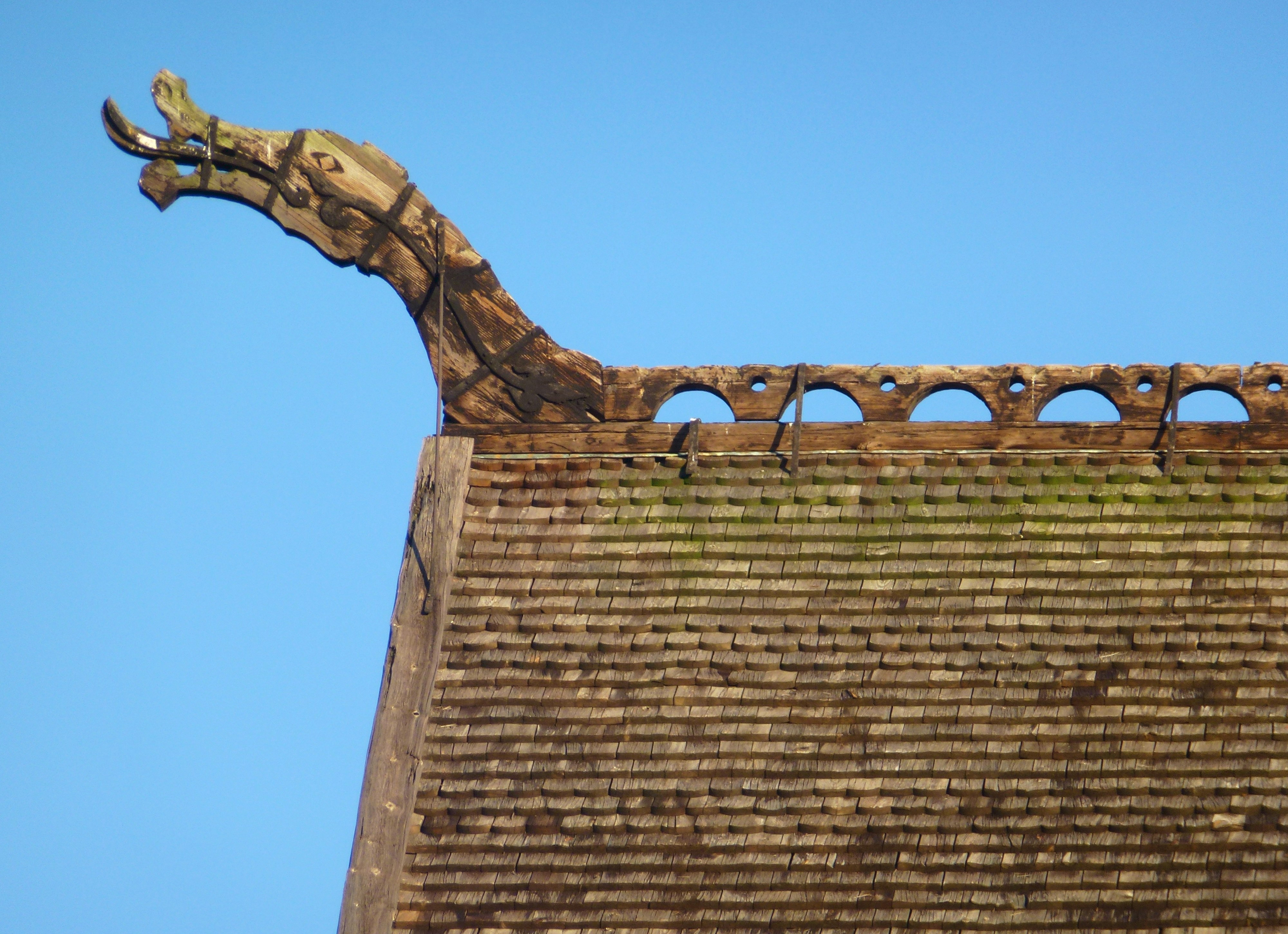
Takdetalj

### Branden 2008
Den 5 juli 2008 kring klockan 20.00 utbröt en brand i en av museets ytterväggar. Trots kraftig rökutveckling lyckades brandkåren snabbt släcka branden. Enligt uppgift var museet minuter från att bli totalförstört, men genom att väktare vid en närliggande vägbom på Djurgårdsvägen snabbt larmade och därefter påbörjade släckning kunde museet räddas. Inga av museets föremål eller målningar skadades. Branden antogs ha varit anlagd.

## Utställningen

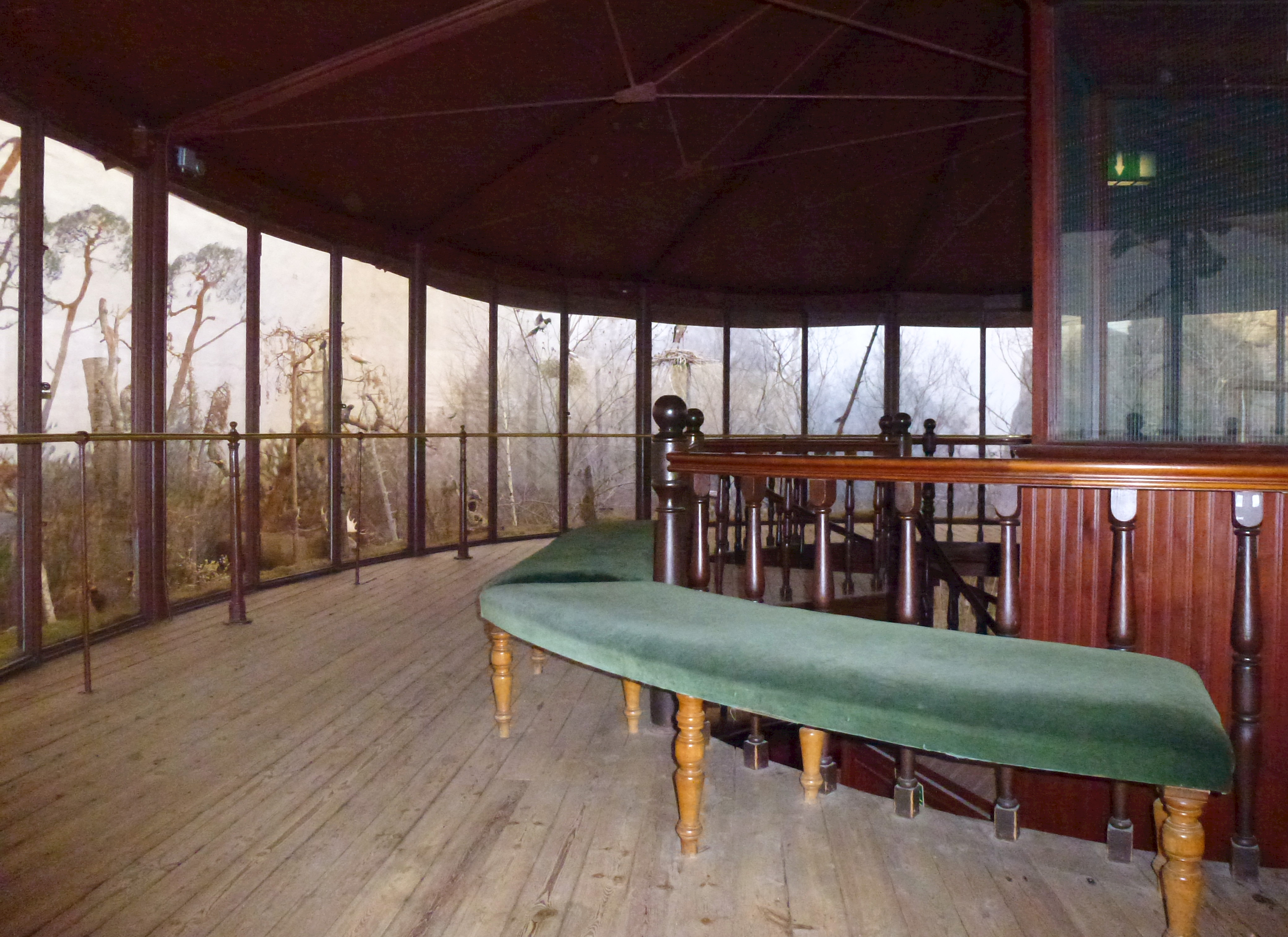
Rundgången i dioramavåningen.

Utställningarna består av uppstoppade djur som är arrangerade tillsammans med föremål från naturen framför en fondmålning, vilket ger illusionen av djup. Byggnadens utställningslokaler är anordnade i tre våningar. På bottenvåningen finns entréhall och kassa samt bland annat en grotta på Spetsbergen och en dalgång på östra Grönland vilka har bakgrundsmålningar målade av Kjell Kolthoff (son till museets grundare Gustaf Kolthoff). 
En central anordnad trätrappa leder upp till dioramorna, som kan betraktas genom fönster från två våningar i en 360 graders panorama. Här visas olika landskapstyper, från inlandsnatur till kustnatur och alla djur som har sina boningar där. Alla bakgrundsmålningarna på denna avdelning är skapade av Bruno Liljefors med hjälp av Gustaf Fjæstad. I byggnaden finns omkring 300 uppstoppade exempel från nordiska djurarter. Detta museum tros vara det första att utnyttja dioramatekniken i stor skala för att återskapa naturmiljöer – denna metod skulle senare få genomslag i de stora naturhistoriska museerna i bland annat New York och Chicago.
Panoramat är endast illuminerat genom dagsljus, vilket gör att det ger olika intryck på åskådaren beroende av årstid, tid på dygnet och väderförhållande.

### Utställningen

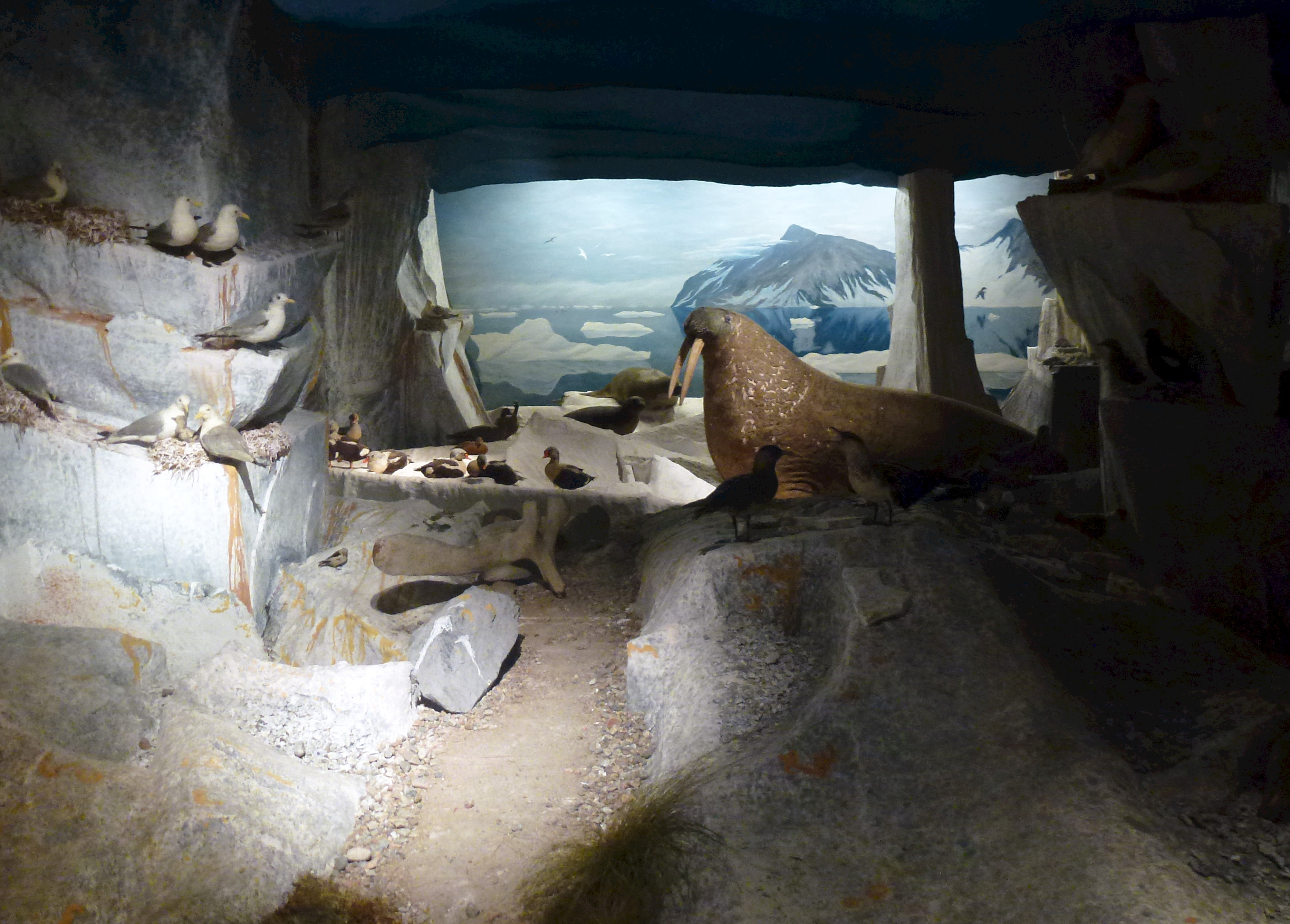
Valross i arktisk miljö
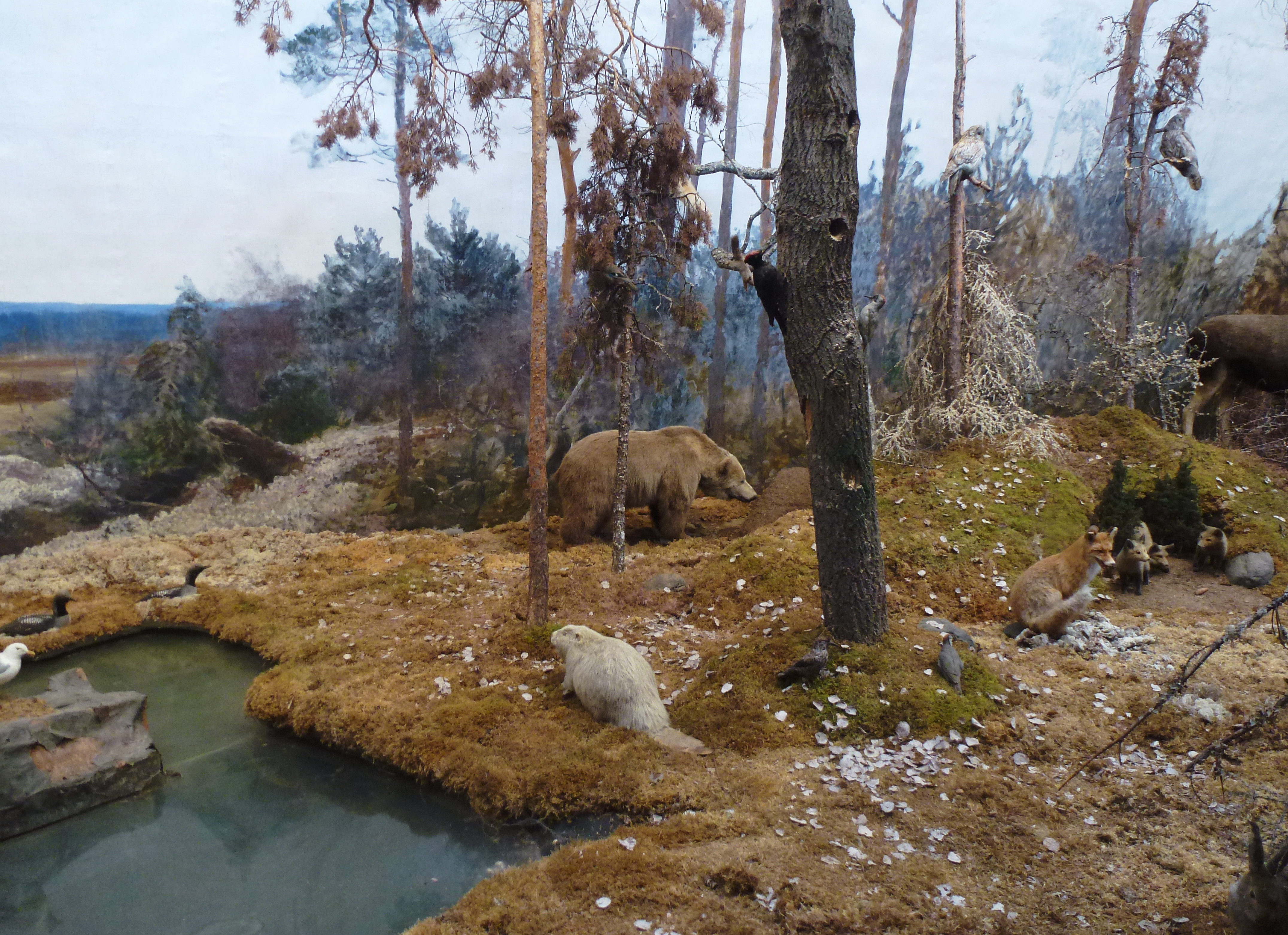
Norrländsk skog med bland annat björn
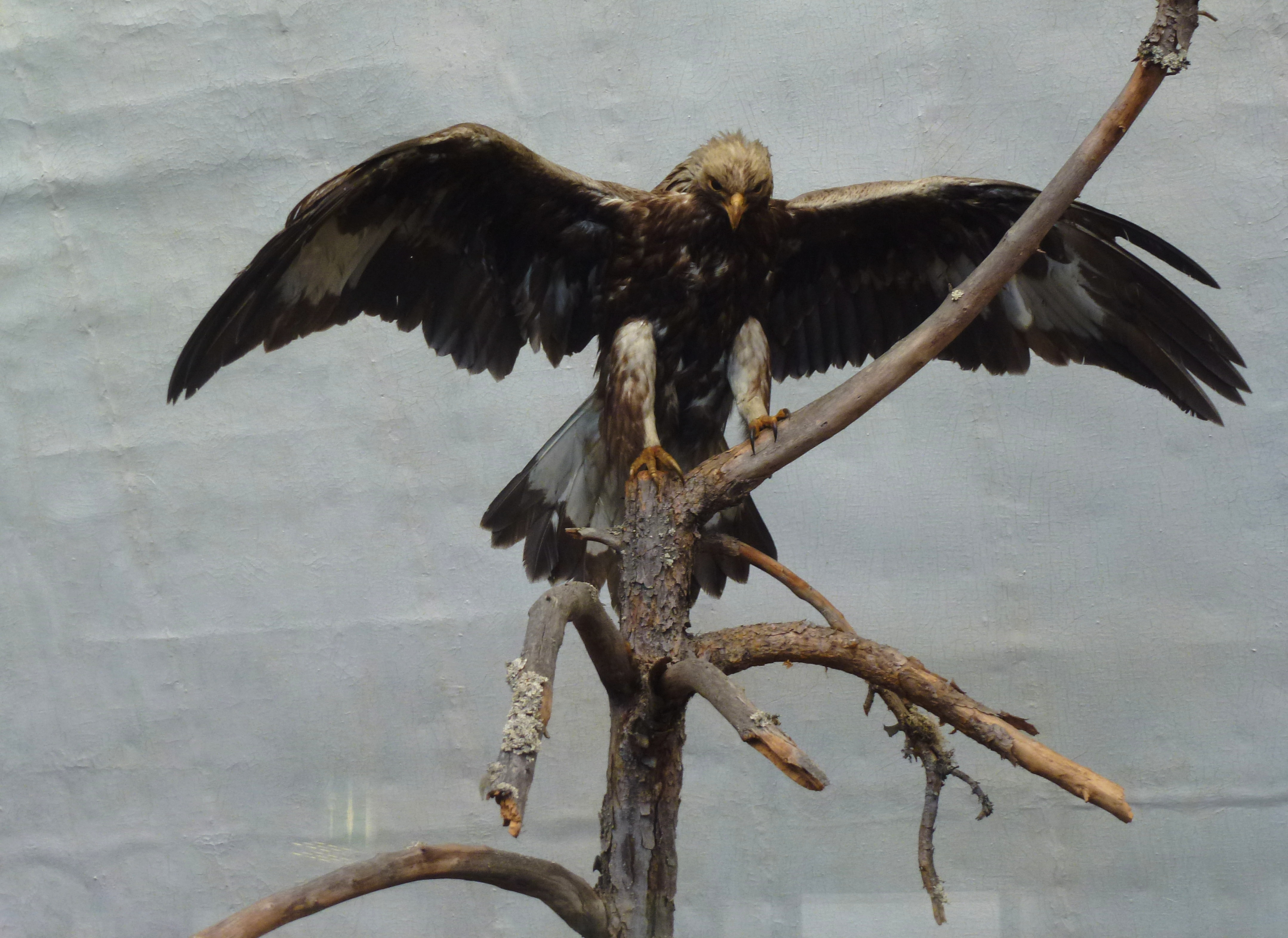
Kungsörn
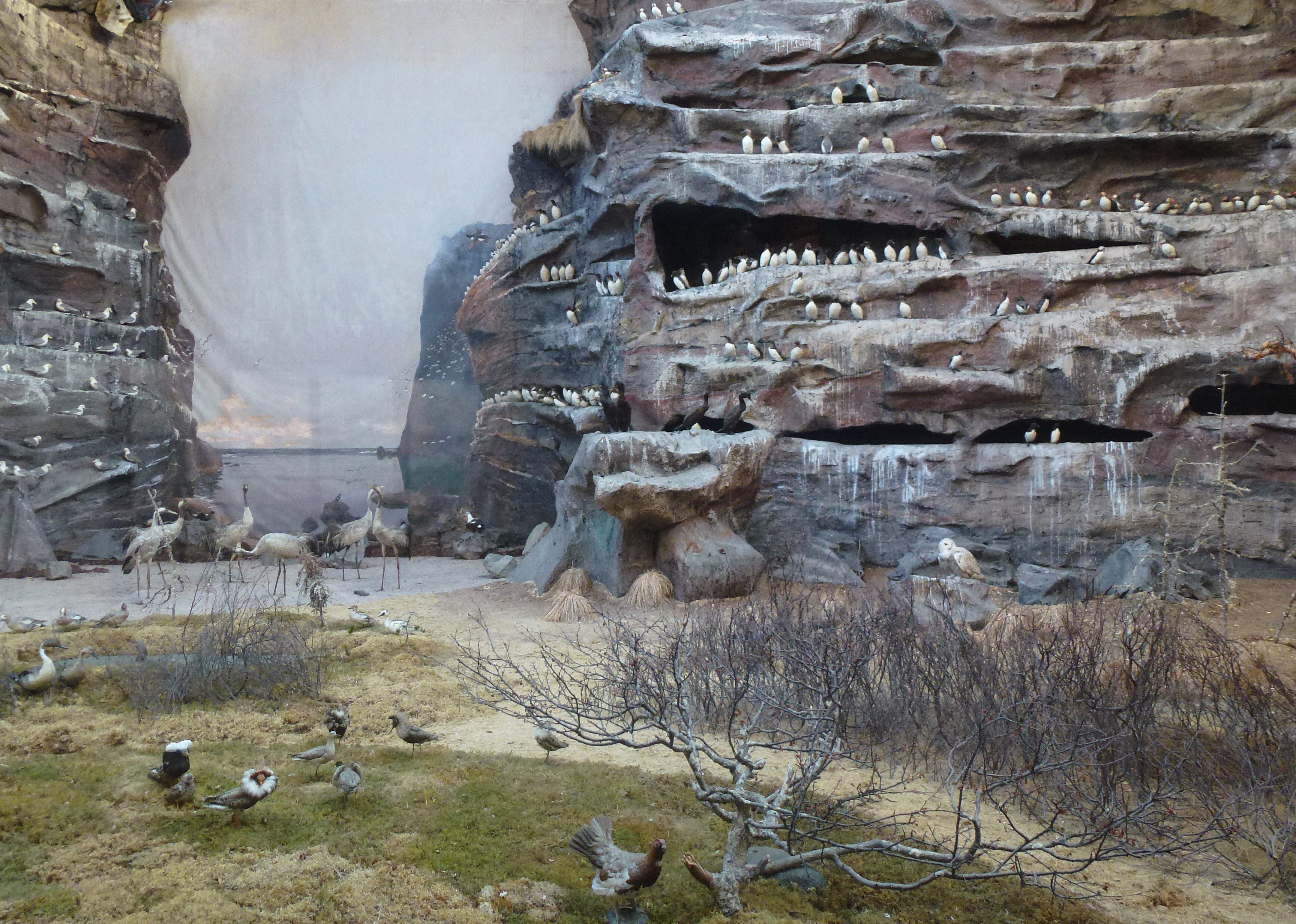
Fågelberg
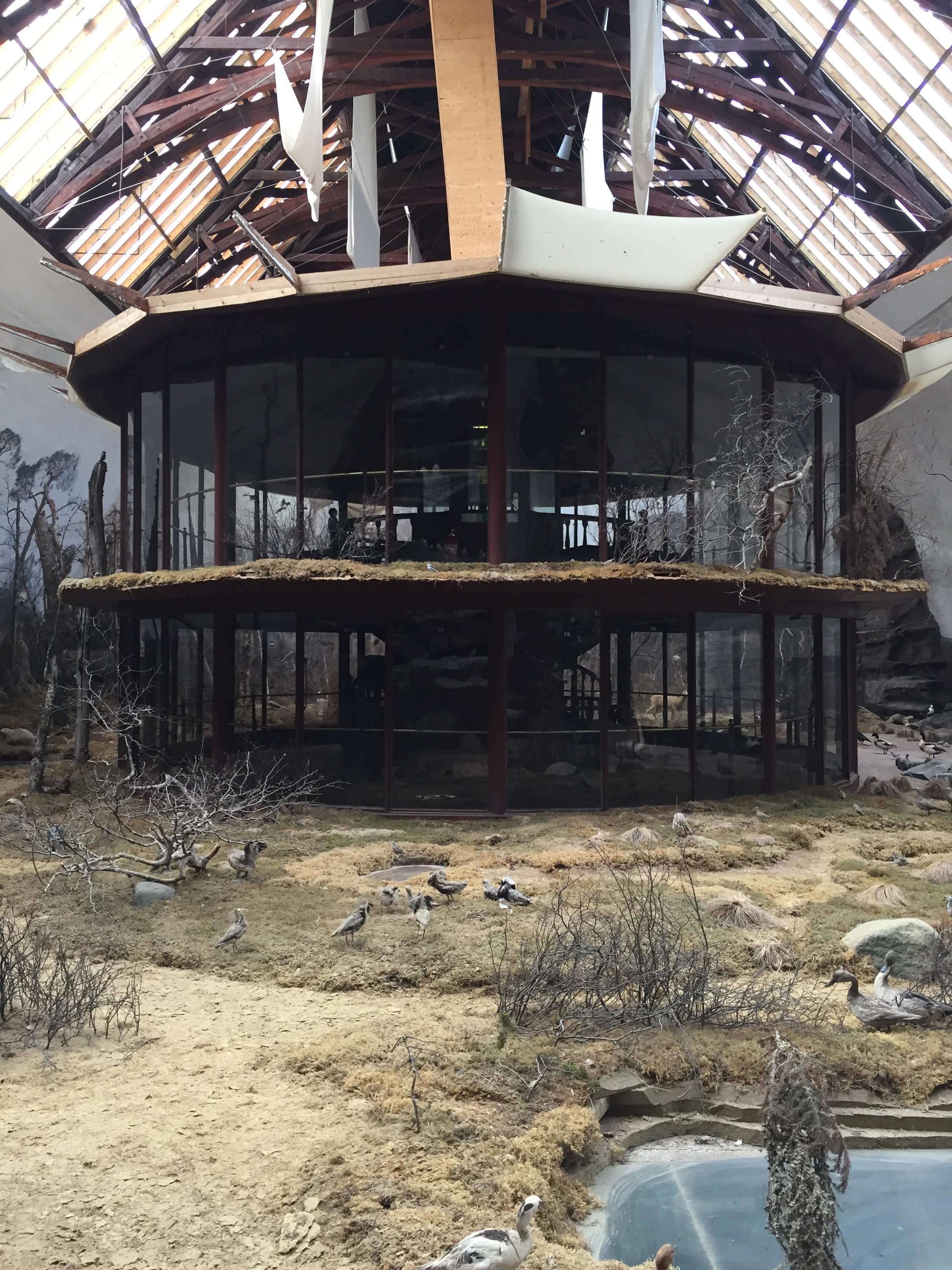
Dioramat sett från utställningen, 2017

## Renoveringen från 2017 och framåt
I augusti 2017 stängdes museet för renovering på obestämd tid, då byggnaden var i dåligt skick, besöksantalet lågt och det saknades medel för underhåll. Samma år bildades föreningen Biologiska Museets Vänner för att stärka museets roll i framtiden, med en programverksamhet kring natur, konst och klimat.
Ägaren Skansen meddelade i november 2023 att restaureringen av museet fortfarande var pågående, men att de hoppades kunna öppna det för besökare igen inom två till tre år.